# Julián Ruiz Martorell
Julián Ruiz Martorrell (19 de gener de 1957, Conca) és bisbe de la diòcesi d'Osca i de Jaca.

## Biografia
Realitzà els estudis eclesiàstics al Seminari Metropolità de Saragossa. Estudià entre el 1983 i el 1988 a Roma. És llicenciat en teologia dogmàtica i en Sagrada Escriptura per la Pontifícia Universitat Gregoriana i pel Pontifici Institut Bíblic respectivament.

### Sacerdot
Fou ordenat sacerdot a Saragossa el 24 d'octubre del 1981 per l'arquebisbe Elías Yanes Álvarez. El seu ministeri sacerdotal l'ha realitzat primerament entre el 1981 i el 1983 a Plasencia de Jalón com a ecònom i encarregat de Bardallur. L'any 1983 és destinat a Bárboles, Pleitas i Oitura, és escollit capellà de les Religioses Battistine a Roma, càrrec que ocupa entre el 1983 i el 1988. Torna a Saragossa el 1988 per regir la parròquia de Santa Rafaela Maria fins al 1993.
A Saragossa estant, se li encarrega la direcció de l'Institut Superior de Ciències Religioses "Nostra Senyora del Pilar" fins al 2005, el 1994 és nomenat capellà de la comunitat religiosa del Col·legi Teresià del Pilar fins al 2010, des del 1998 fou el director del Centre Regional d'Estudis Teològics d'Aragó fins al 2005, del 1999 al 2005 fou el director del Centre de Saragossa de l'Institut Superior de Ciències Religioses a distància "Sant Agustí" i el 2007 és designat delegat de culte i pastoral a El Pilar fins al 2010.
A més a més, fins a la seva ordenació episcopal, ha estat professor de Sagrada Escriptura del Centre Regional d'Estudis Teològics d'Aragó, de l'Institut Superior de Ciències Religioses "Nostra Senyora del Pilar" i del Centre de Saragossa de l'Institut Superior de Ciències Religioses a distància "Sant Agustí". També ha estat des del 2004 canonge de la catedral-basílica Nostra Senyora del Pilar de Saragossa, membre del Col·legi de Consultors des del 2005.

### Bisbe
El 30 de desembre del 2010 el papa Benet XVI el nomena bisbe de la diòcesi d'Osca i de Jaca. Fou consagrat bisbe el 5 de març del 2011 a la catedral d'Osca per l'arquebisbe de Saragossa, Manuel Ureña Pastor, acompanyat del cardenal Agustín García-Gasco, arquebisbe emèrit de València, Renzo Fratini, nunci apostòlic, i uns altres 23 bisbes.